# Gråbrunt jordfly
Gråbrunt jordfly, Protexarnis squalida Guenée, 1852 är en fjärilsart som beskrevs av Achille Guenée 1852. Gråbrunt jordfly ingår i släktet Protexarnis och familjen nattflyn, Noctuidae. i Finland funnen vid ett tillfälle i Nyland längs Finlands sydkust. Arten är ännu inte funnen i Sverige.